# Бачериков, Василий Геннадьевич
Василий Геннадьевич Бачериков (5 января 1977) — российский биатлонист, призёр чемпионата России. Мастер спорта России по биатлону и лыжным гонкам.

## Биография
На внутренних соревнованиях представлял Пермский край.
Участвовал в чемпионате мира среди юниоров 1997 года в Форни-Авольтри, стартовал только в индивидуальной гонке, где занял 67-е место.
На чемпионате России 2001 года стал серебряным призёром в командной гонке в составе первой сборной Урала. Также в 2001 году стал бронзовым призёром чемпионата страны в гонке патрулей.
Окончил Чайковский государственный институт физической культуры (1999). После окончания спортивной карьеры работал в органах МВД г. Перми. По состоянию на 2017 год работает тренером-преподавателем по биатлону СДЮШОР «Старт» г. Перми. Принимает участие в ведомственных и ветеранских соревнованиях по биатлону и лыжным гонкам. Более 10 лет организует традиционный любительский турнир по биатлону в посёлке Юго-Камский.

## Личная жизнь
Жена Светлана, трое сыновей. Старший сын Александр (род. 2005) тоже занимается лыжным спортом.